# Högsta kustlinjen, Husbyringen

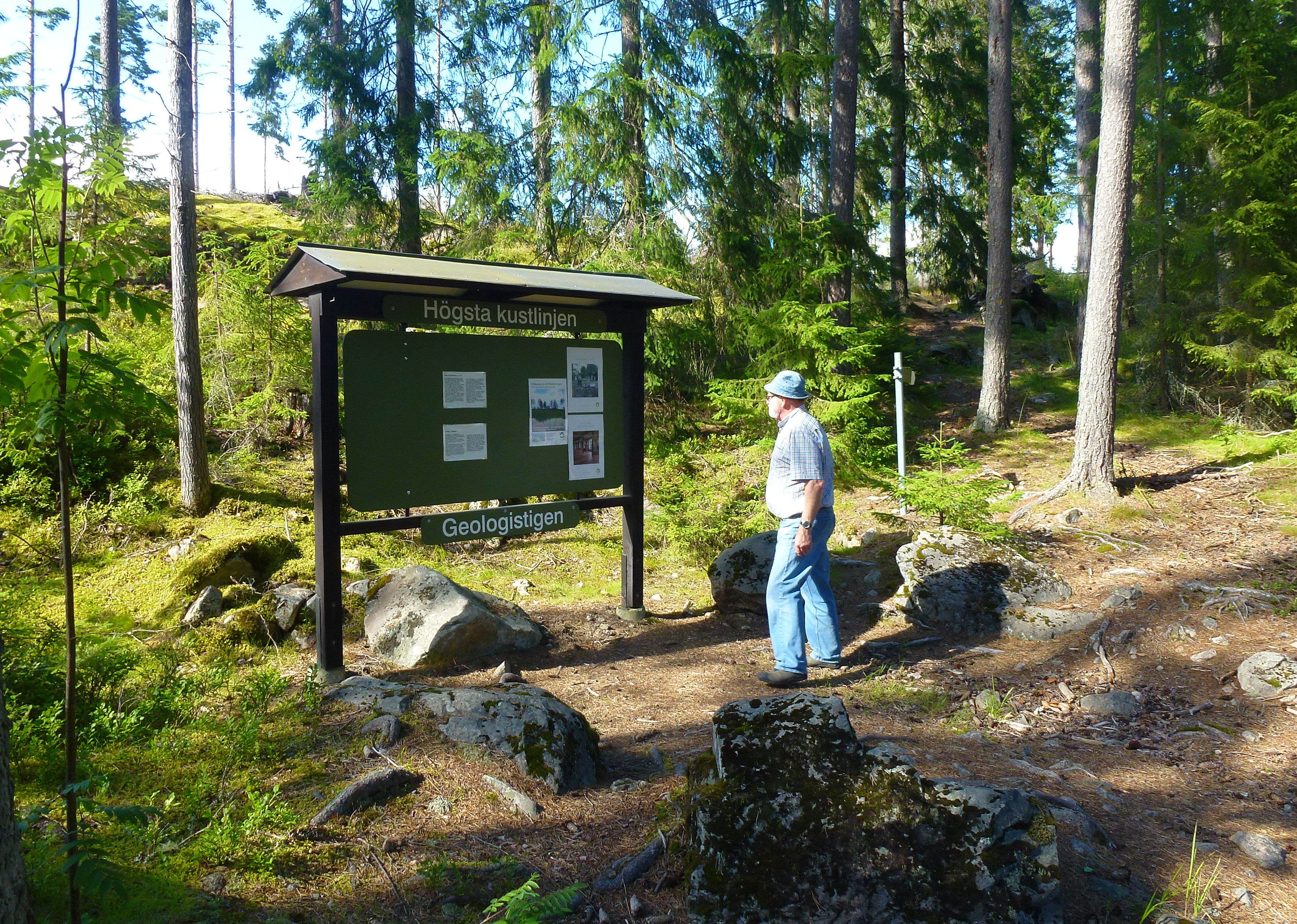
Högsta kustlinjen, infotavla.

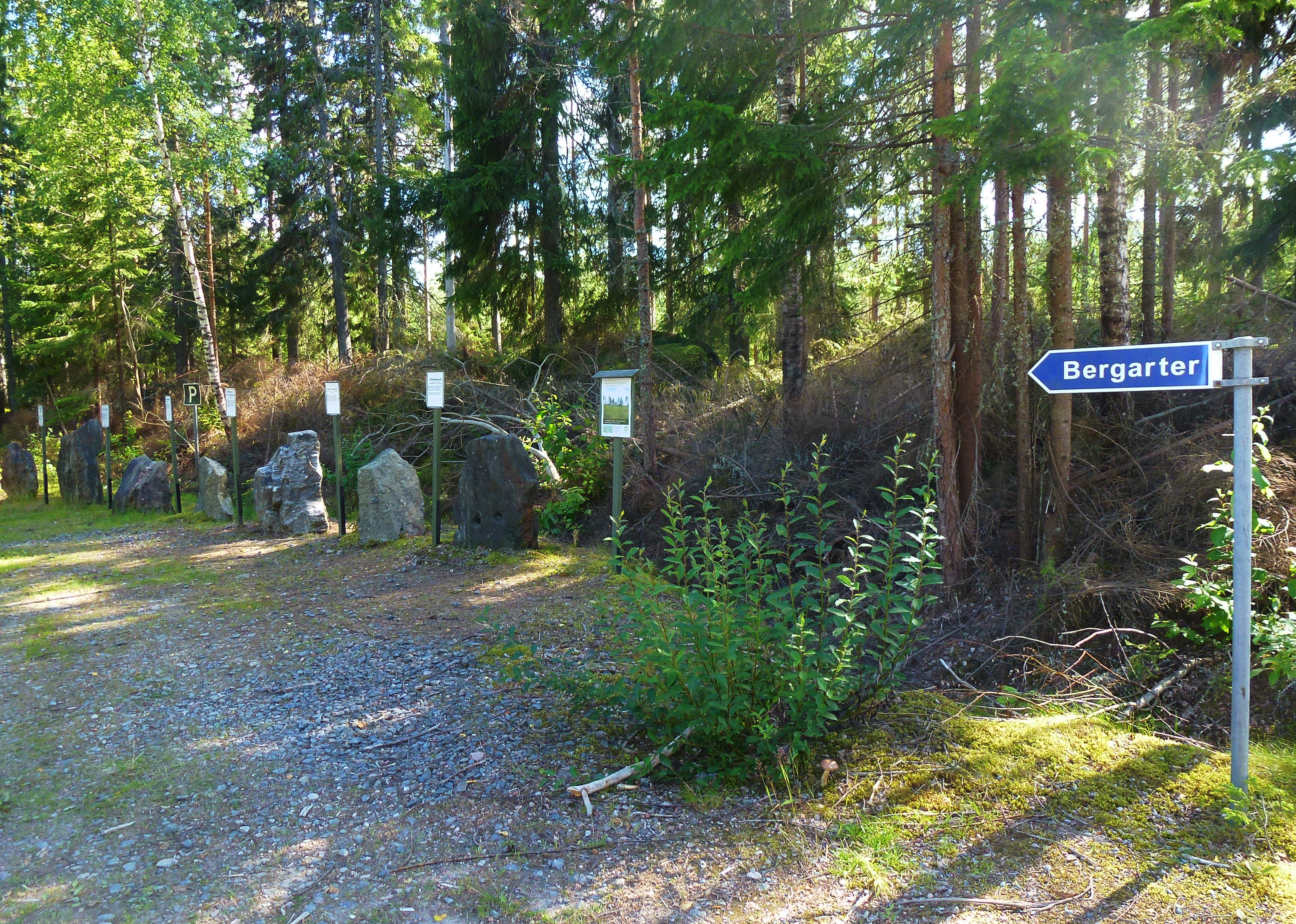
Stenblock med olika bergarter.

Högsta kustlinjen är en geologistig som är ett av besöksmålen i natur- och kulturleden Husbyringen. Stigen ligger cirka fyra kilometer söder om Stjärnsund i Hedemora kommun i södra Dalarna och beskriver hur det såg ut vid inlandsisens utbredning för cirka 10 000 år sedan.

## Beskrivning
Högsta kustlinjen (HK) är den nivå dit havet nådde som högst under och efter den senaste istiden. Utefter geologistigen passerar man stranden för Yoldiahavet, som är geologernas namn på en fas i Östersjöbassängens historia. Längs med en 1,5 kilometer långa stigen är flera informationstavlor uppsatta. 
Bland annat finns en grävd grop där kan man se morän som består av en osorterad blandning av olika kornstorlekar av block, sten, grus, sand, silt och lera. Högsta kustlinjen följer Långsjön, som för 10 000 år seden tillsammans med Fäbodsjön var en gemensam vik av Ancylussjön, som var ytterligare en fas i Östersjöbassängens historia. Vid parkeringen finns en rad stenblock med olika bergarter uppställda, bland annat kalksten, grå granit, grå gnejs, röd gnejs, zink-bly- och silvermalm samt järnmalm. Blocken är hämtade från de numera nedlagda Smältarmossgruvan respektive Garpenbergs gruvor.